# Blücher (adelsslægt)
 For alternative betydninger, se Blücher. (Se også artikler, som begynder med Blücher)
von Blücher er en mecklenburgsk adelsslægt, der også har en nulevende dansk gren (Blücher af Altona).

## Historie
Slægten von Blücher, der regnes blandt den ældste mecklenburgske adel, havde allerede i det 13. århundrede forgrenet sig i Østersølandene, men synes først i det 17. århundrede at være kommet til Danmark, hvor Johan von Blücher (død 1649) af linjen Boddin var køgemester hos Christian IV. Af huset Waschow, der udspringer fra Joachim von Blücher (død efter 1521), var flere medlemmer i dansk tjeneste, således oberstløjtnant Jürgen (Georg) von Blücher til Kassow, der 1676 faldt ved Lund. Han var fader til ritmester Gustav Heinrich von Blücher og brigader Lorenz von Blücher (1655-1728), der havde elleve børn, af hvilke den yngste søn var Ernst Christoph von Blücher (1714-1800).
Fra linjen til Lehsen udskilte sig med Ulrich von Blücher (død 1611 eller 1612) huset Gross Renzow, hvortil hørte oberstløjtnant Ulrich Hans von Blücher (død 1758) til Rosenow; denne var i 1. ægteskab fader til oberst Carl Leopold von Blücher (1719-1775), der 1777 med sin enke og fire børn optoges i den danske adel, og i 2. ægteskab til generalmajor Carl Leopold von Blücher (1742-1804). Blandt de nævnte fire børn var generaladjudant og hofmarskal hos arveprins Frederik, oberstløjtnant Frederik von Blücher (1760-1806) — hvis søn var oberstløjtnant Frederik Emanuel von Blücher (1806-1871) — generalmajor Gottfried Carl Wilhelm Gottlob von Blücher (1762-1814) og overpræsident Konrad Daniel von Blücher af Altona (1764-1845), der 1818 optoges i dansk grevestand, og fra hvem de nulevende danske slægtmedlemmer nedstammer. Blandt hans børn var greve og hofchef Gustav von Blücher af Altona (1798-1864).
En broder til ovennævnte oberstløjtnant Ulrich Hans von Blücher var hessen-kasselsk ritmester Christian Friedrich von Blücher (1696-1761), fra hvem huset Falkenberg udspringer. Han var fader til amtmand Gustav Gotthard von Blücher (1737-1808) og til feltherren Gebhard Leberecht von Blücher, fyrste af Wahlstatt (1742-1819), der 1814 ophøjedes i fyrstestand for sine fortjenester i Napoleonskrigene.